# Édouard de Montulé
Édouard René Pierre Charles Dubois de Montulé (Sainte-Croix, 12 mai 1792-Le Mans, 1er mars 1828) est un voyageur français, auteur de récits de ses voyages. 

## Biographie

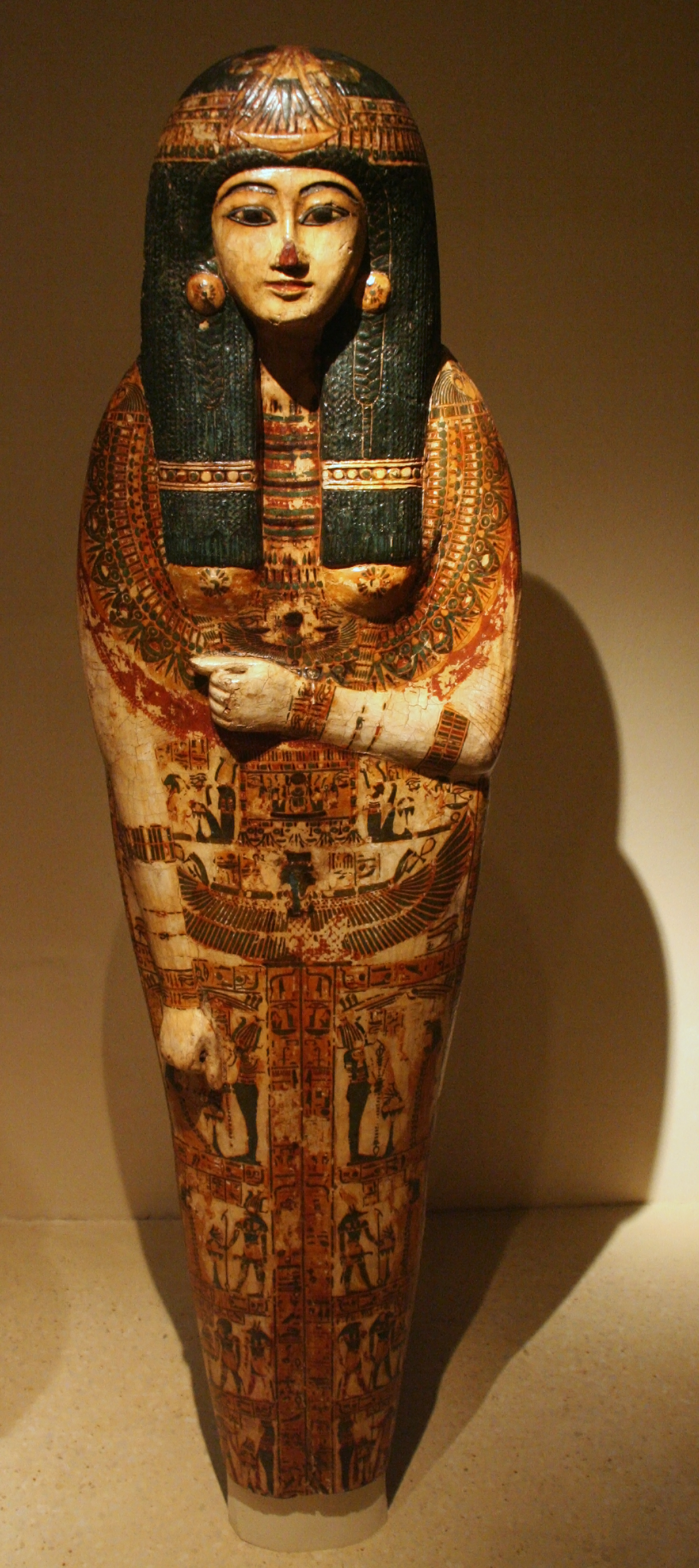
Couvercle-planche d'une chanteuse d'Amon, collection Édouard de Montulet, don de 1822

Élève à l'école militaire de Saint-Germain (1810), lieutenant de chasseur à cheval (24 avril 1812), blessé en août, lors de la campagne de 1813, il est fait chevalier de la Légion d'honneur le 13 septembre 1813.
Il effectue un long périple de septembre 1816 à octobre 1817 en Amérique du Nord et aux Antilles. Parti de Paimbœuf le 19 septembre, il arrive à New York le 6 novembre. Il visite ensuite Philadelphie puis débarque aux Antilles, à Saint-Thomas en janvier 1817. Il voyage alors à Saint-Domingue et rejoint La Nouvelle-Orléans le 16 avril. 
En bateau à vapeur, il part ensuite sur l'Ohio, à Louisville où il demeure longuement puis, pour joindre Pittsburgh qu'il atteint le 15 juillet, passe à Francfort, Lexington, Chillicothe et Wheeling. 
Le 31 juillet, il voit les chutes du Niagara puis traverse les Appalaches pour se rendre à Albany. En bateau, il descend l'Hudson, repasse à Philadelphie et séjourne de nouveau à New York qu'il quitte le 6 octobre 1817 pour rejoindre l'Europe. 
Il parvient ainsi à Livourne (2 décembre) et, jusqu’en août 1817, visite l'Italie puis Malte (septembre)
D'octobre 1818 à février 1819, il parcourt l'Égypte et de 1821 à 1823, voyage en Angleterre et en Russie. 
La publication de ses voyages est remarquables par les illustrations, les cartes et les gravures de sa main qui ornent les ouvrages. Les collections qu'il a recueillies en Égypte sont conservées au musée de Tessé

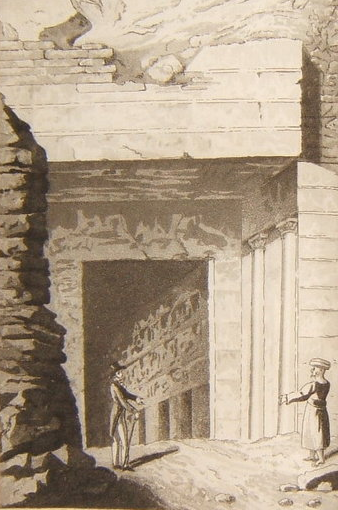
Entrée d'une tombe royale à Thèbes, dessin d'Édouard de Montulé
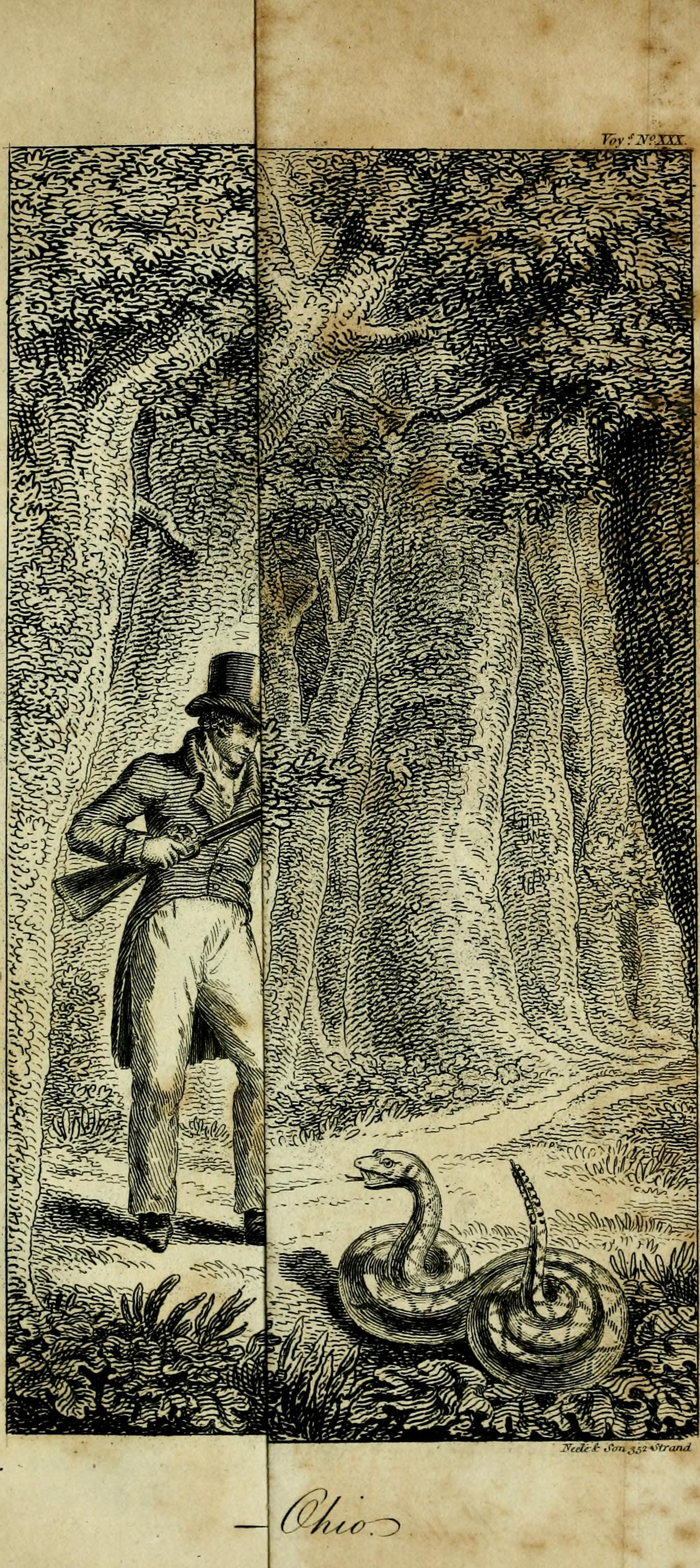
Édouard de Montulé, illustration pour le Voyage en Amérique, en Italie, en Sicile et en Égypte pendant les années 1816, 1817, 1818 et 1819

## Publications
- Voyage en Amérique, en Italie, en Sicile et en Égypte pendant les années 1816, 1817, 1818 et 1819, 1821
- Recueil des cartes et des vues du voyage en Amérique en Italie en Sicile et en Égypte fait pendant les années 1816, 1817, 1818 et 1819, 1821
- Voyage en Angleterre et en Russie en 1821, 1822 et 1823, 1825